# Szár (település)
Szár (németül: Saar) község Fejér vármegyében, a Bicskei járásban.

## Fekvése
A község Bicske körzetében, a Vértes és a Gerecse hegységek közti fennsíkon fekszik 22,63 km²-en, jellegzetesen falusias környezetben.

### Közlekedés
Közigazgatási határa közelében húzódik a Budapest-Tatabánya-Győr-Hegyeshalom közti 1-es főút, de központján csak a 8113-as út halad keresztül. Gépkocsival erre az útra Budapest illetve Tatabánya felől érkezve az 1-es főút 41. és a 42. kilométerszelvény között lehet letérni, így az utazó északi irányból éri el a községet. Elhalad a település mellett a Budapest–Hegyeshalom–Rajka-vasútvonal is, de az itteni megálló (Szár megállóhely) közigazgatásilag Szárliget területén helyezkedik el; közúti elérését a 81 310-es számú mellékút teszi lehetővé.
A vasút révén a település közvetlen összeköttetésben van Budapesttel, Tatabányával, Komárommal és Győrrel is; helyközi buszjáratok Tatabányára és Bicskére közlekednek.

## Története
Ezen a területen már az őskorban is éltek emberek, később kelták, rómaiak, hunok és régi magyarok, ahogy azt a temetkezési helyek tanúsítják. A megyer törzs szálláshelyéhez tartozott. Szár (ősi magyar nyelven Saar) nevét Árpád-házi Szár Lászlóról kapta, aki Szent István király rokona volt.
Az első fennmaradt, Szár létezését bizonyító dokumentum 1337-ből származik, ahol Savol név alatt említik a települést. 1365-ben írott dokumentum pontosan meghatározza Savol falu elhelyezkedését. A felchuthi kereszteslovagok birtokát határolja, Kaplor, Melech-Föld, Tata község, a Székesfehérvártól Bykchére vezető út, Zaar-Föld és Borok-Föld mellett.
A falut a török uralom idején magyar reformátusok lakták. A törökök a falut felégették, Szár teljesen megsemmisült.
1727-ben Gróf Galanthai Esterházy József lett a tatai uradalom birtokosa. A néptelen területről meggyőződéses katolikusként a maradék kálvinista magyarokat kitelepítette, s helyükre katolikus németeket és szlovákokat költöztetett. Az 1729-ben kezdődött a német jobbágyok betelepítése a budai Vörösvárról és a Rajna–Majna vidékről. Így lett a lakosság túlnyomó részben német ajkú.
Szár letelepülési szerződése a tatai uradalommal 1732-ben jött létre. Eszerint a szári németek négy év adómentességet kaptak, és hat évre felmentették őket a robotkötelezettség alól. Ennyi idő alatt kellett felépíteniük házaikat. Csak azok kaptak letelepülési engedélyt, akik vállalták legalább két hold erdő kiirtását.
A 18. század utolsó éveiben megjelentek a faluban a napszámosok, akiknek már csak a terméketlen, köves földterületek maradtak.
Szár 1944-ben nagyközség volt, 6466 kat. hold területen, 492 házában 2216 lakos élt. Külterületi lakott helyei a következők voltak: Felsőtanya, Szálláskútpuszta és Szárújtelep. Közigazgatásiság Szárhoz tartozott még Bodmér. Bodmér lakossága az 1941-es népszámláláskor 303 fő volt. Száron 100 kat. holdnál nagyobb földdel rendelkeztek: Hofman Ede (630), Földhitelbank (460), Szabó Sándor (149), a szári Erdőértékesítő Rt. (2198). Közbirtokossági kezelés alá tartozott 229 hold, mely a szári telekesgazdák birtokát képezte. Szár község rendelkezett 1965 kat. holdnyi területtel. Bodméron a pápai református főiskola 198, Csenky Ferenc 145 kat. hold földingatlant tudhatott magáénak.
Szárújtelep az 1930-as években erőteljesen fejlődött. A területet 1919 és 1924 között házhelyenként (300-400 négyszögöl) parcellázták az első világháborúban megrokkantak számára, innen ered a Rokkant-telep elnevezés is. 1929-30-ban kezdődött a lakóépületek építése, FAKSZ segélyalappal, az Árpád, István, és Deák F. utcai részek épültek be szórványosan. A lakosság Gallára járt dolgozni gyalogszerrel. Mivel keresetük alacsony volt, így nem nyílt módjuk arra, hogy a helyi vasútvonalat kihasználhassák. 1932-től Szár-Újtelep, később Újszár néven ismert. 1945-ig 159 egy szoba-konyhás lakás készült el.
Szár községben egy római katolikus felekezeti népiskola működött, melynek épületét 1936-ban újították fel, s négy új tanteremmel és szolgálati lakással bővítették. Az iskolához tartozott egy száz férőhelyes kultúrház is, mely keskenyfilmes mozinak is otthont adott.
Óvoda a 20. század elejétől fogva működött a településen, ez egy foglalkozási teremből és egy szolgálati lakásból állt.
Szár népességének túlnyomó részét a német ajkú lakosság tette ki. A körükben szervezett Volksbund 120 taggal működött. A község férfi lakói közül egy lépett be önkéntesen az SS-be, másik hatot kényszerrel soroztak be.
A második világháború során mintegy 500 főt hívtak be a községből katonának, mely a férfilakosság 60-70%-át tette ki. Közülük elesett 30-35 fő, 40-50 fő rokkantként tért haza.
1944 december közepén egyre közeledett a front. December 20. után a németek egyre idegesebben várták a híreket. Felrobbantották a szárújtelepi vasúti hídon túl lévő fenyvesben felhalmozott lőszerkészleteiket, majd december 24-én reggel a vasúti és közúti hidakat is, s fejvesztett menekülésbe kezdtek Szárújtelepről Tatabánya irányába. A lakosság készülődött karácsony estéjére, a korai szürkületben a fenyőfáikat díszítették, mikor meglátták az első orosz katonákat. A német és magyar csapatok által megszállt Szár községet, illetve a tőle nyugatra és északra elhelyezkedő erdős hegységeket december 24-én szabadították fel. Este nyolc óra tájban a Béke utca és Móricz Zsigmond utca felől Újbarok-Bicske és Vértesboglár-Bodmér irányából egy század nagyságrendű szovjet felderítőegység előőrsei vonultak be Újbarok, majd Szár községbe. A falu felderítését és átkutatását követően jelt adtak a Bicske, Felcsút, Csákvár vonalában állomásozó szovjet csapatoknak. Ezután több századnyi katonaság érkezett Szárra, melyek Tatabánya felé nyomultak. A német egységek egy része a szovjet csapatok elől Tatáig visszavonult, másik része védelemre rendezkedett be a Vértes hegység erdeiben.
A bevonulás utáni napon kezdetét vette a "felszabadító" hadsereg védelmi vonalainak kiépítése, mely munkákban a községben tartózkodó 280-300 főnyi munkaképes férfi és nő is részt vett.
A szovjet katonai parancsnokság december 25-én érkezett meg, majd a Fő utca 33 alatti Králl-házban rendezkedett be. 1944. december 24-től 1945. március 18-ig tartózkodtak a községben állandó jelleggel a különféle szovjet egységek, a nagy offenzíva megindulásával nyugat felé nyomultak előre. A szovjet katonai parancsnokság 1945 február közepén elrendelte Szár kiürítését. A lakosságot március 18-ig Vértesbogláron, Bodméron, Alcsúton, Tabajdon és Etyeken helyezték el. Szárújtelep északi része több esetben cserélt gazdát. Mivel a község harctérré változott, a szovjet parancsnokság Vértesboglár, Alcsút és Vál irányába menekítette a lakosokat. Sokan a tatabányai bányákban húzták meg magukat családjukkal együtt. Szárújtelep 1945. február 20-án szabadult fel véglegesen, a lakosság márciusban indult vissza lakhelyére. A romokban heverő falu újjáépítéséhez hamar hozzáfogtak. A szovjet csapatok közel három hónapos harci tevékenysége folyamán kb. 150-160 szovjet harcos és 5 helybéli lakos vesztette életét Száron.
A község az első frontvonalba esett, a harcok során az oktatási intézményeket is kár érte. Az iskolaépület tetőszerkezete aknabecsapódás következtében jelentősen megsérült, az épület ablakszárnyai, az ajtók, a bútorzat és az irattár teljesen megsemmisült. Az óvodában az ablakszárnyak, ajtók, valamint az óvodához tartozó óvónői lakás egyik szobája váltak használhatatlanná. A front elvonulta utáni helyreállítási munkálatok részint községi támogatással, részint a lakosság társadalmi segítségével valósult meg. Az elpusztult berendezések állami segítséggel lettek pótolva, mely után a rendszeres oktatás is kezdetét vehette.
Szár vezetőjegyzője 1945. április 30-án tájékoztatást küldött a község társadalmi, politikai és gazdasági viszonyairól, melyből kitűnik, hogy április végén 2216 fő lakott Száron. A háború pusztítása miatt teljesen lakhatatlanná vált 96 ház, további 32 pedig megrongálódott, de nagyobb javítással lakhatóvá lehetett alakítani őket. A község állatállománya szinte teljesen kipusztult, összesen 14 beteg ló, 8 ökör, 36 tehén, 15 sertés, 28 db tyúk maradt az egész településen. Liszt- és zsírkészlet az egész faluban nem állt rendelkezésre.
A község határában lévő 2285 kat. hold szántóföldből 760-at vetettek be őszi gabonával, ám április végéig csak kevés földet műveltek meg, melynek oka az igaerőhiány is volt, ugyanis csak 6 kettős fogat maradt a faluban. A rendelkezésre álló 2 Fordson típusú traktorhoz, melyet üzemképessé tettek, az üzemanyagot a katonai alakultatoktól tudtak szerezni. A vezetőjegyző, Czeilinger Péter 60 kg benzint, 600 kg petróleumot és 60 kg gépolajat kért.
Szárújtelep lakosságának ellátása akadályokba ütközött. Őstermelők itt alig laktak, a tisztviselő, bányász és famunkás családoknál már 1945 januárjában sem volt élelmiszer. Aki tudott, a tatabányai bányánál igyekezett munkába állni. Szenet cseréltek építőanyagra. A Nemzeti Bizottság elnöke, Miskovics Mihály a rendelkezése álló igás fogatokat Árkipusztára irányította, ahonnan a lakosság számára a terményraktárból rozsot és búzát hozatott. A csákvári malomban szovjet katonák lisztre cserélték a magot és írással ellátva biztosították annak hazaszállítását. Fejenként 11 kg liszt jutott mindenkinek. Szovjet katonai segítséggel a villanyvezetékeket is helyreállították.
A Földigénylő Bizottság számba vette a kiosztásra kerülő földeket, földigényéket, majd elbírálásuk után 71 igénylőnek osztottak 2-től 8 holdig terjedő földterületet. A földosztás április közepéig bonyolították le, melynek során 400 hold került kiosztásra, ebből az új gazdák 210 holdat két hét alatt megműveltek.
1946-ban a faluból 162 családot kitelepítették Németországba, Dingolfing környékére, helyükre magyar családokat költöztettek Megyercsről, Moháról, a Heves vármegyei Átányból, a Fejér vármegyei Iszkaszentgyörgyről és Csehszlovákia négy községéből. A svábok és a telepesek közt egészen az 1950-es évekig nagy volt az ellentét; számos bál, összejövetel végződött verekedéssel.

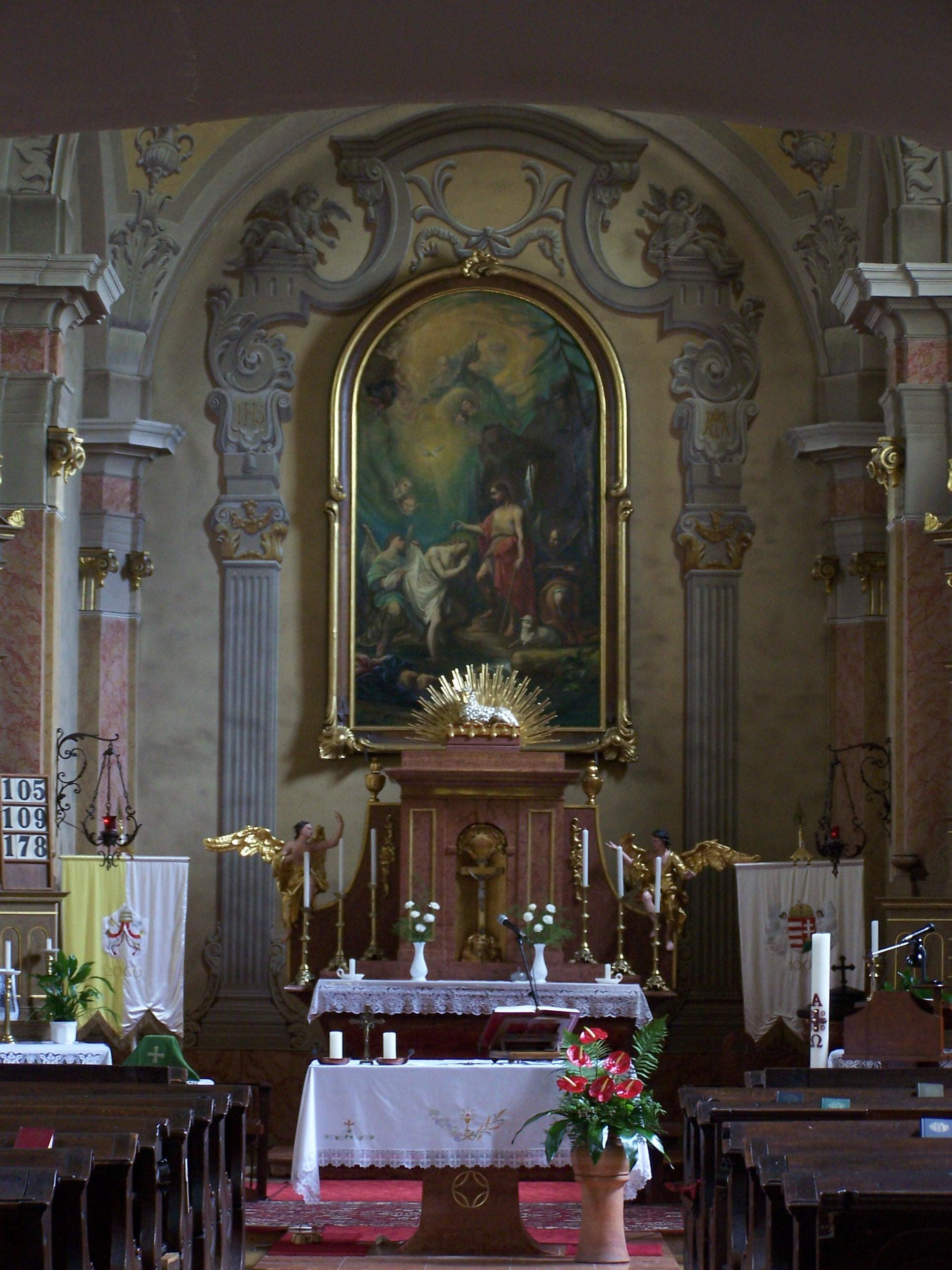
Keresztelő Szent János-templom belső tere

1948-ban még 14 sváb családot telepítettek át Vérteskozmára, onnan pedig 16 magyar családot költöztettek Szárra. Ezek nagy része eladta házait az áttelepített sváboknak, akik így visszaköltözhettek Szárra. A település iskoláját 1948 májusában államosították.
1989. január 1-jén Szárliget kivált és önálló tanácsot alapított. Ezután Szár és Újbarok tartoznak a tanács működési körébe. A rendszerváltás után Szár és Újbarok saját önkormányzattal rendelkezik, de közös körjegyzőség alá tartoznak.
Az 1950-es évektől a nyelvi és etnikai zártság fokozatos bomlása kezdődött el. A lakosság elvándorlása a 80-as évektől megállt, sőt kismértékű növekedés is tapasztalható. Ma már a falu a budapesti agglomeráció külső köréhez tartozik, egyre többen települnek a faluba, kedvező földrajzi helyzete és természeti környezete miatt.

## Közélete

### Polgármesterei
- 1990–1994: Krupánszki Mihály (FKgP)[7]
- 1994–1998: Krupánszki Mihály (FKgP)[8]
- 1998–2002: Krupánszki Mihály (FKgP-Fidesz-MDF-MKDSZ)[9]
- 2002–2006: Krupánszki Mihály (független német kisebbségi)[10]
- 2006–2010: Garán Éva (független)[11]
- 2010–2014: Moharos Péter (független)[12]
- 2014–2018: Moharos Péter (független)[13]
- 2019–2019: Németh Norbert (Fidesz-KDNP)[14]
- 2019–2024: Németh Norbert (Fidesz-KDNP)[15]
- 2024– : Fenyvesi Szabolcs (független)[1]

A településen 2019. március 24-én időközi polgármester-választást kellett tartani, mert a korábbi polgármester az előző év december 1-jén, magánéleti okokra hivatkozva lemondott posztjáról.

## Népesség
A település népességének változása:
| Lakosok száma | 1646 | 1628 | 1635 | 1747 | 1703 | 1706 | 1708 |
|               | 2013 | 2014 | 2015 | 2021 | 2022 | 2023 | 2024 |

A 2011-es népszámlálás során a lakosok 85,5%-a magyarnak, 0,2% cigánynak, 30,2% németnek, 0,2% románnak, 0,3% szlováknak mondta magát (14,3% nem nyilatkozott; a kettős identitások miatt a végösszeg nagyobb lehet 100%-nál). A vallási megoszlás a következő volt: római katolikus 53,4%, református 7,7%, evangélikus 0,7%, görögkatolikus 0,7%, felekezeten kívüli 13,3% (23,4% nem nyilatkozott).
2022-ben a lakosság 92,8%-a vallotta magát magyarnak, 15,6% németnek, 0,1-0,1% cigánynak, románnak, horvátnak, lengyelnek, görögnek, örménynek, ukránnak és szlováknak, 3,1% egyéb, nem hazai nemzetiségűnek (7,1% nem nyilatkozott; a kettős identitások miatt a végösszeg nagyobb lehet 100%-nál). Vallásuk szerint 35,6% volt római katolikus, 6,5% református, 0,8% görög katolikus, 0,6% evangélikus, 0,1% izraelita, 0,6% egyéb keresztény, 0,2% egyéb katolikus, 19,2% felekezeten kívüli (36,1% nem válaszolt).

## A település az irodalomban
- Szár az egyik helyszíne Balogh László–Moldován Tamás Gyilkosság az M1-esen című bűnügyi regényének.[19]

## Nevezetességei
- Római katolikus templom – 1759–1760-ban épült, Fellner Jakab építette.
- Római katolikus plébániaház – műemlék, 1765-ben épült.
- Kálvária

## Híres száriak
- Romhányi György (1905. szeptember 15. – 1991. augusztus 29.) Akadémiai díjas magyar orvos, patológus, egyetemi tanár, a Magyar Tudományos Akadémia rendes tagja.
- Romhányi József (1908. március 11. – 1976. május 5.) magyar orvos, gyermekgyógyász, egyetemi tanár.
- Frank Hasenfratz (Hasenfratz Ferenc) (1935 – 2022. január 8.) kanadai üzletember
- Benczik Vilmos (1945. július 11. – 2021. február 27.) magyar műfordító, nyelvész, könyvkiadó, eszperantista, professor emeritus.